# Strzeleczki (gmina w rejencji opolskiej)
Strzeleczki (niem. Amtsbezirk Klein Strehlitz) – zbiorowa gmina wiejska (Amtsbezirk) w powiecie prudnickim, rejencji opolskiej. Funkcjonowała w latach 1874–1945 w Rzeszy Niemieckiej. Siedzibą gminy były Strzeleczki (Klein Strehlitz).
Gminę Strzeleczki utworzono 1 maja 1874 na obszarze powiatu prudnickiego. Powstała z obszaru gromad Strzeleczki, Oracze (Oratsch) i Ścigów (Schiegau). Pierwszym administratorem okręgu został Reymann zamieszkały w Kujawach.
Oracze zostały zintegrowane ze Strzeleczkami. 1 stycznia 1945 gmina obejmowała gromady: Strzeleczki i Ścigów.
Jednostka przetrwała do 1945 roku. Po II wojnie światowej została zniesiona. W grudniu 1945 władze polskie utworzyły w reaktywowanym powiecie prudnickim gminę Strzeleczki w innych granicach administracyjnych.